# Лев VI (папа римский)
Лев VI (лат. Leo PP. VI; ? — декабрь 928, Рим) — папа римский с 28 мая по декабрь 928 года. Пятый папа периода порнократии.

## Биография
Источники очень скудно освещают понтификат Льва, более того, многие сведения о нём и его правлении являются результатом спекуляций последующих периодов.
Родился в римской аристократической семье, его отец был адвокатом по имени Христофор. Уже в пожилом возрасте Лев, к тому времени кардинал церкви Санта-Сусанна, в мае 928 года был избран папой. Точная продолжительность его понтификата неизвестна и примерно оценивается в семь месяцев, однако даты его начала и смерти папы неясны.

### Избрание
На выборы папы, безусловно, повлияла Марозия, дочь графа Тускулумского Феофилакта, которая приняла на себя звание сенатора и патриция и фактически правила Римом благодаря различным альянсам со знатными родами. Первый муж Марозии, герцог Сполето Альберих, был убит в 925 году, а в 928 году она вышла за маркиза Гвидо Тосканского и свергла с папского престола Иоанна X.
Папа Иоанн X достиг значительной независимости от римской знати с помощью мудрой политики союзов, которая привела на итальянский трон Гуго Арльского. Марозия на Рождество 927 года приказала убить брата папы, маркиза Петра Сполетского, прямо во время мессы в Латеранском соборе, Иоанн X был схвачен и отправлен в заточение в замок Святого Ангела, где, спустя несколько месяцев, умер или был убит.
На освободившийся папский трон Марозия предложила Льва, заявив, что сам Иоанн X, якобы перед своей смертью, назначил его своим преемником. На самом деле Иоанн, скорее всего, по-прежнему находился в замке и оставался в живых до следующего года, застав на папском престоле двух своих преемников.

### Папство
Марозия рассматривала Льва VI и его преемника Стефана VII как временные фигуры, ожидая возможности избрать папой своего незаконнорождённого сына, Иоанна, который, как принято считать, был рожден от папы Сергия III. Лев, вероятно, сознавал собственное безвластие и не противился инициативам аристократии. Есть версия, что, несмотря на преклонный возраст, он был любовником Марозии, но это не доказано. Из его коротких сведений о понтификате Льва можно заключить, что он присоединил к Римской церкви Далмацию. Он послал епископам Далмации и Хорватии указ подчиняться архиепископу Сплита Иоанну, которого сам рукоположил.
Лев VI был настолько незначительным в глазах своих современников, что хронист Лиутпранд Кремонский в своем трактате «Antapodosis» за папой Иоанном X помещает сразу Иоанна XI, пропуская Льва и Стефана VII.
Лев VI умер в декабре 928 года и был похоронен в базилике Святого Петра. Считается, что он был отравлен.